# Sherry Jackson
Sherry D. Jackson (nacida el 15 de febrero de 1942) es una actriz retirada y antigua estrella infantil estadounidense.

## Primeros años
Jackson nació el 15 de febrero de 1942 en Wendell, Idaho. Su madre, Maurita, impartió clases de teatro, canto y baile a Sherry y a sus dos hermanos, Curtis L. Jackson, Jr. y Gary L. Jackson, desde su infancia. Su padre, Curtis L. Jackson, Sr., murió cuando ella tenía 6 años, y Maurita se mudó con la familia de Wendell a Los Ángeles, California.
Según una versión, Maurita, a quien ya en Idaho le habían dicho que sus hijos deberían dedicarse al cine, fue recomendada a un agente teatral por un conductor de autobús turístico que conocieron en Los Ángeles. Según otra versión, fue recomendada por un amigo de un agente que vio a Sherry comiendo un helado en Sunset Strip. Quizás sea una historia apócrifa, pero en menos de un año Sherry hizo su primera prueba de cámara para The Snake Pit, con Olivia de Havilland, y a los siete años apareció en su primera película, el musical de 1949 You're My Everything, protagonizado por Anne Baxter y Dan Dailey.
En 1950, la joven Sherry se hizo amiga del actor Steve Cochran mientras trabajaba con él en The Lion and the Horse. Steve presentó a su amigo, el escritor Montgomery Pittman, a la madre viuda de Sherry. Surgió un romance y Pittman se casó con Maurita Jackson en una pequeña ceremonia celebrada el 4 de junio de 1952 en Torrance, California, con Sherry como niña de las flores y su hermano menor Gary como portador de los anillos; el propio Cochran fue el padrino de Pittman. En 1955, Cochran contrató a Pittman para escribir su siguiente película, Come Next Spring, la primera que Cochran produjo él mismo. Sherry interpretó el papel de Annie Ballot, la hija muda de Cochran, un papel que Pittman escribió específicamente para su hijastra.
Durante su participación en varias de las películas de Ma and Pa Kettle en la década de 1950 como Susie Kettle, una de las numerosas hijas de la pareja protagonista, Jackson también apareció en The Breaking Point, protagonizada por John Garfield en su penúltimo papel cinematográfico. En 1952 interpretó a la visionaria y ascética Jacinta Marto, de carácter emocionalmente volátil, en The Miracle of Our Lady of Fatima y al año siguiente interpretó a la hija de John Wayne en la película sobre fútbol Trouble Along the Way.

## Make Room for Daddy

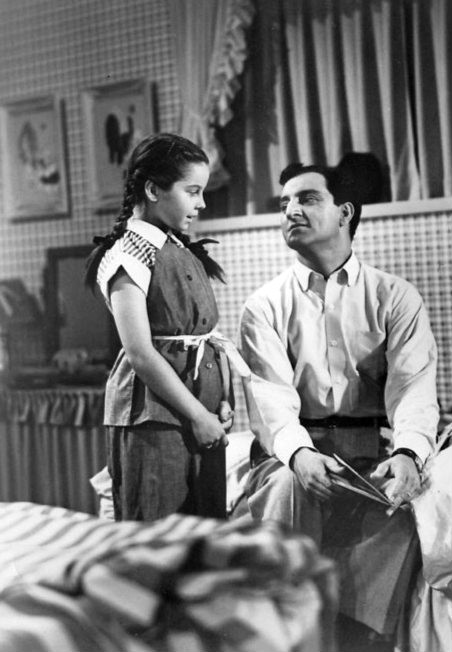
Sherry Jackson con Danny Thomas en Make Room For Daddy (ca. 1955)

Jackson interpretó a la hija mayor, Terry Williams, en The Danny Thomas Show (conocida como Make Room for Daddy durante las tres primeras temporadas) entre 1953 y 1958. Durante los cinco años que estuvo en la serie, estableció un fuerte vínculo con su madre en la pantalla, Jean Hagen, pero Hagen abandonó la serie tras la tercera temporada, en 1956.
Agotada por el ritmo implacable de la producción, Jackson abandonó el programa al comienzo de la sexta temporada, una vez que expiró su contrato de cinco años. Para permitir a los guionistas terminar con el personaje, la actriz Penny Parker apareció en el papel durante catorce episodios de la séptima temporada, en los que el personaje se casa y se muda. El impacto de Jackson en la audiencia de Danny Thomas fue tal que, el 8 de febrero de 1960, recibió una estrella por "Televisión" en el 6324 Hollywood Blvd. en el Paseo de la Fama de Hollywood. Jackson regresó como Terry para el episodio de estreno de la nueva serie Make Room for Granddaddy en 1970.

## Papeles posteriores
En los años siguientes, Jackson amplió su abanico de papeles interpretando papeles secundarios en series de televisión, apareciendo como una asesina a sueldo en 77 Sunset Strip, una cautiva apache liberada que ansía volver a la reserva en The Tall Man, una alcohólica en Mr. Novak, una mujer acusada de asesinato en Perry Mason y una futura madre inestable en Wagon Train. Sherry también apareció como invitada en la primera temporada del episodio "The Sister" de The Rifleman, interpretando el papel de una hermana jinete de dos hermanos cariñosos. Interpretó a la joven y promiscua esposa de un pistolero en el episodio "Red Dog" de la serie western Maverick, junto a Roger Moore, Lee Van Cleef y John Carradine. Tras su aparición en 1965 en Gomer Pyle, U.S.M. C., hizo apariciones como invitada en Lost in Space ("The Space Croppers", donde se reunió con su coprotagonista de Danny Thomas, Angela Cartwright), My Three Sons, Gunsmoke, Rawhide, The Wild Wild West ("The Night of the Vicious Valentine" y "The Night of the Gruesome Games", interpretando a dos personajes diferentes), Batman y la serie original de Star Trek ("What Are Little Girls Made Of?").
Cuando Blake Edwards rehizo la serie de televisión Peter Gunn como una película titulada Gunn (1967), Jackson fue filmada en una escena de desnudo que solo apareció en la versión internacional, no en el estreno estadounidense. Las imágenes de la escena de desnudo aparecieron en la edición de agosto de 1967 de la revista Playboy, en un reportaje fotográfico titulado "Make Room For Sherry". La película no se ha estrenado en VHS ni en DVD.
En 1968, Jackson coprotagonizó The Mini-Skirt Mob como miembro de una banda de moteras, y apareció en la película Cotter (1973) junto a Don Murray y Carol Lynley. En los años siguientes, apareció en películas para televisión como Wild Women (1970), Hitchhike! (1974), The Girl on the Late, Late Show (1974), Returning Home (1975), Enigma (1977), The Curse of the Moon Child (1977) y Casino (1980).
Entre los años 70 y principios de los 80, hizo apariciones especiales en series de televisión como Love, American Style, The Rockford Files, Starsky & Hutch, The Blue Knight, Switch, The Streets of San Francisco, Barnaby Jones, The Incredible Hulk, Fantasy Island, Vega$, Alice, Charlie's Angels y CHiPs.

## Vida personal
Jackson salió con Lance Reventlow mientras él estaba separado de su esposa Jill St. John.
En 1967, comenzó una relación de cinco años con el ejecutivo de negocios y criador de caballos Fletcher R. Jones. El 7 de noviembre de 1972, Jones murió en un accidente aéreo a ocho millas al este del Santa Ynez Airport en el condado de Santa Bárbara, California. Cinco meses después de la muerte de Jones, Jackson presentó una demanda de pensión alimenticia contra su patrimonio, solicitando más de un millón de dólares (equivalente a 7,1 millones de dólares en 2024), y sus abogados afirmaron que Jones le había prometido proporcionarle al menos 25 000 dólares al año durante el resto de su vida.
Jackson tiene una estrella dedicada a la televisión en el Paseo de la Fama de Hollywood, en el número 6324 de Hollywood Boulevard.

## Filmografía

### Cine
| Año  | Título                             | Papel                  | Notas                                        | Ref(s) |
| ---- | ---------------------------------- | ---------------------- | -------------------------------------------- | ------ |
| 1950 | Covered Wagon Raid                 | Susie Davis            |                                              |        |
| 1950 | The Breaking Point                 | Amy Morgan             |                                              | [ 22 ] |
| 1951 | When I Grow Up                     | Ruthie Reed            |                                              |        |
| 1951 | Lorna Doone                        | Joven Annie Ridd       |                                              |        |
| 1951 | Hello God                          | Chica pequeña italiana |                                              |        |
| 1952 | The Miracle of Our Lady of Fatima  | Jacinta Marto          |                                              | [ 23 ] |
| 1952 | The Lion and the Horse             | Jenny                  |                                              | [ 3 ]  |
| 1952 | This Woman is Dangerous            | Susan Halleck          |                                              | [ 24 ] |
| 1953 | Trouble Along the Way              | Carole Williams        |                                              | [ 23 ] |
| 1956 | Come Next Spring                   | Annie                  |                                              | [ 11 ] |
| 1960 | The Adventures of Huckleberry Finn | Mary Jane Wilkes       |                                              | [ 25 ] |
| 1965 | Wild on the Beach                  | Lee Sullivan           | (Lippert Productions Ltd., 20th Century Fox) |        |
| 1967 | Gunn                               | Samantha               | (Geoffrey Productions, Paramount Pictures)   | [ 26 ] |
| 1968 | The Mini-Skirt Mob                 | Connie                 |                                              |        |
| 1969 | The Monitors                       | Mona                   | (Commonwealth United Entertainment)          |        |
| 1973 | Cotter                             | Shasta                 |                                              |        |
| 1977 | Bare Knuckles                      | Jennifer Randall       |                                              | [ 20 ] |
| 1978 | Stingray                           | Abigail Bratowski      |                                              | [ 20 ] |

### Televisión
| Año       | Título                          | Papel                                               | Notas                                               | Ref(s)        |
| --------- | ------------------------------- | --------------------------------------------------- | --------------------------------------------------- | ------------- |
| 1949–1951 | Fireside Theatre                | Chica pequeña                                       | 2 episodios                                         |               |
| 1951–1952 | The Range Rider                 | Susan Harper / Virginia Lee                         | 2 episodios                                         |               |
| 1951–1952 | The Gene Autry Show             | Bonnie Ford / Frankie Scott                         | 2 episodios                                         |               |
| 1952      | The Roy Rogers Show             | Lucy Collins                                        | Episodio: "Unwilling Outlaw"                        |               |
| 1953–1958 | The Danny Thomas Show           | Terry Williams                                      | 133 episodios                                       |               |
| 1953      | The Ford Television Theatre     | Terry Pelham                                        | Episodio: "All's Fair in Love"                      |               |
| 1953      | Lux Video Theatre               | Ruthie Hammond                                      | Episodio: "Look, He's Proposing!"                   |               |
| 1953      | Private Secretary               |                                                     | Episodio: "Child Labor"                             |               |
| 1954      | Shower of Stars                 | Terry Williams                                      | Episodio: "Entertainment on Wheels"                 |               |
| 1954      | Mystery is My Business          |                                                     | Episodio: "Woman in the Chair"                      |               |
| 1956      | The Charles Farrell Show        | Julie                                               | Episodio: "Charlie's Secret Love"                   |               |
| 1957–1961 | Maverick                        | Erma Curran / Annie Haines                          | 2 episodios                                         |               |
| 1958      | The Rifleman                    | Rebecca Snipe                                       | Episodio: "The Sister"                              |               |
| 1959–1960 | 77 Sunset Strip                 | Ophir / Shirley Bent / Ella / Chris Benson / Carrie | 5 episodios                                         | [ 27 ] [ 28 ] |
| 1960      | The Swamp Fox                   | Melanie Culpin                                      | 2 episodios                                         |               |
| 1960      | The Millionaire                 | Susan Johnson                                       | Episodio: "Millionaire Susan Johnson"               |               |
| 1960      | The Many Loves of Dobie Gillis  | Mignonne McCurdy                                    | Episodio: "The Prettiest Collateral in Town"        |               |
| 1960      | Surfside 6                      | Jill Murray                                         | Episodio: "High Tide"                               |               |
| 1960      | Riverboat                       | Inez Cox                                            | Episodio: "The Water of Gorgeous Springs"           |               |
| 1961      | Bringing Up Buddy               | Janie                                               | Episodio: "Buddy and Janie"                         |               |
| 1961      | The Tall Man                    | Sally Bartlett                                      | Episodio: "Apache Daughter"                         |               |
| 1962      | The New Breed                   | Ellen Talltree                                      | Episodio: "Care is No Cure"                         |               |
| 1962      | The Twilight Zone               | Comfort Gatewood                                    | Episodio: "The Last Rites of Jeff Myrtlebank"       |               |
| 1962      | Hawaiian Eye                    | Joan Carmichael                                     | Episodio: "A Scent of Whales"                       |               |
| 1962      | Gunsmoke                        | Aggie / Lacey Parcher                               | 2 episodios                                         | [ 29 ]        |
| 1963      | Vacation Playhouse              | Alice Watson                                        | Episodio: "Come a-Runnin"                           |               |
| 1963      | Mr. Novak                       | Cathy Ferguson                                      | Episodio: "The Risk"                                |               |
| 1963      | Perry Mason                     | Madeline Randall                                    | Episodio: "The Case of the Festive Felon"           |               |
| 1964      | The Lieutenant                  | Maggie Shea                                         | Episodio: "Gone the Sun"                            |               |
| 1964      | Wagon Train                     | Geneva Balfour                                      | Episodio: "The Geneva Balfour Story"                |               |
| 1965      | Rawhide                         | Mar                                                 | Episodio: "Moment in the Sun"                       |               |
| 1965      | Gomer Pyle, U.S.M.C.            | Geraldine                                           | Episodio: "Sergeant Carter Gets a Dear John Letter" |               |
| 1965      | The Virginian                   | Lois Colter                                         | Episodio: "Show Me a Hero"                          |               |
| 1966      | Branded                         | Nell Beckwith                                       | Episodio: "Barbed Wire"                             |               |
| 1966      | Lost in Space                   | Effra                                               | Episodio: "The Space Croppers"                      |               |
| 1966      | My Three Sons                   | Linda June Mitchell                                 | Episodio: "The Wheels"                              |               |
| 1966      | Batman                          | Pauline                                             | 2 episodios                                         |               |
| 1966      | Death Valley Days               | Katherine Turner                                    | Episodio: "Lady of the Plains"                      |               |
| 1966      | Star Trek                       | Andrea                                              | T1:E7, "What Are Little Girls Made Of?"             |               |
| 1967–1968 | The Wild Wild West              | Lola Cortez / Michele LeMaster                      | 2 episodios                                         |               |
| 1970      | The Interns                     | Jeri Spencer                                        | Episodio: "The Quality of Mercy"                    |               |
| 1970      | Make Room for Granddaddy        | Terry Williams                                      | Episodio: "Make Room for Grandson"                  |               |
| 1970      | The Immortal                    | Sherry Hiller                                       | Episodio: "Sylvia"                                  |               |
| 1970      | Wild Women                      | Nancy Belacourt                                     | Telefilme                                           |               |
| 1971      | Love, American Style            | Blanche                                             | Segmento: "Love and the Waitress"                   |               |
| 1974      | Hitchhike!                      | Stefanie                                            | Telefilme                                           |               |
| 1974      | The Girl on the Late, Late Show | Pat Clauson                                         | Telefilme                                           |               |
| 1974      | Chase                           | Shirley                                             | Episodio: "$35 Will Fly You to the Moon"            |               |
| 1975      | Returning Home                  | Marie Derry                                         | ABC Movie of the Week                               |               |
| 1975      | Barbary Coast                   | Sherry                                              | Episodio: "Crazy Cats"                              |               |
| 1975      | Mobile One                      | Leslie Willis                                       | Episodio: "The Pawn"                                |               |
| 1975      | The Rockford Files              | Jennifer Sandstrom                                  | Episodio: "The Real Easy Red Dog"                   |               |
| 1975      | Matt Helm                       | Elena Bosworth                                      | Episodio: "Double Jeopardy"                         |               |
| 1976      | Starsky & Hutch                 | Denise Girard                                       | Episodio: "Bounty Hunter"                           |               |
| 1976      | The Blue Knight                 | Mrs. Bonner                                         | Episodio: "The Rose and the Gun"                    |               |
| 1976      | Switch                          | Jennie Rosenthal                                    | Episodio: "The 100,000 Ruble Rumble"                |               |
| 1977      | The Streets of San Francisco    | Jackie Allen / Joy Adams / September Dawn           | Episodio: "One Last Trick"                          |               |
| 1977      | Enigma                          | Kate Valentine                                      | Telefilme                                           |               |
| 1978      | Barnaby Jones                   | Erica Hughes                                        | 2 episodios                                         |               |
| 1978      | The Incredible Hulk             | Dr. Diane Joseph                                    | Episodio: "Earthquakes Happen"                      |               |
| 1979      | Fantasy Island                  | Monica Jensen                                       | Episodio: "Cowboy/Substitute Wife"                  |               |
| 1979      | Vega$                           | Denise                                              | Episodio: "The Usurper"                             |               |
| 1980      | Alice                           | Toni Morelli                                        | Episodio: "Good Buddy Flo"                          |               |
| 1980      | Charlie's Angels                | Tina Fuller                                         | Episodio: "Homes $weet Homes"                       |               |
| 1980      | CHiPs                           | Diane                                               | Episodio: "The Strippers"                           |               |
| 1980      | Casino                          | Jennifer                                            | Telefilme                                           |               |